# Voiles écarlates
Pour les articles homonymes, voir Les Voiles écarlates (homonymie).
Les voiles écarlates (russe : Алые паруса, Alye Parusa) est une fête qui se déroule lors du festival des nuits blanches à Saint-Pétersbourg, durant le mois de juin, aux alentours du jour polaire.

## Déroulement
Cette célébration met en scène des grands feux d’artifice, divers concerts et ballets ainsi que l’Orchestre Symphonique de la ville et des animations sur la Neva : des courses de bateaux sont organisées, et l'animation principale consiste en la représentation d'une bataille entre plusieurs dizaines de bateaux de pirates aux voiles rouge écarlate.

## Tradition
La tradition de cette soirée remonte à la fin de la Seconde Guerre mondiale. Les différentes écoles de Saint-Petersbourg ont décidé d’organiser une grande fête pour célébrer la fin de l’année scolaire tout en rendant hommage au livre pour enfant Les Voiles écarlates d’Alexander Grine. 
Pour cette première édition, un seul bateau aux voiles rouges navigua sur la Neva, en direction du palais d'Hiver. 
Depuis, cette fête est devenue l’une des plus populaires de la ville et a lieu chaque année. 
Sa popularité a été renforcée par la sortie en 1961 du film Les Voiles écarlates, adapté du livre d'Alexander Grine : la petite Assol, fille d'un marin demeurant dans un village de pêcheurs, se voit prédire par un vieux monsieur que, lorsqu'elle sera grande, un navire blanc aux « voiles écarlates » lui apparaîtra, duquel un jeune homme descendra pour l'emmener vivre avec lui. Longtemps après, Arthur, le fils d'un châtelain, tombe amoureux de la jeune fille. Apprenant la prophétie qui lui a été faite autrefois, il n'hésite pas : il grée sa galiote Le Secret de voiles de soie écarlate, et s'en va chercher Assol.